# Дикомидис, Крис
Кристофер Дэвид Дикомидис (англ. Christopher David Dicomidis, родился 14 сентября 1985 года в Пенкоде) — киприотский регбист валлийского происхождения, играющий на позициях фланкера и лока в «Понтиприте» и за сборную Кипра.

## Биография
Воспитанник школ клубов «Пенкод», «Кардифф», «Олд Пенартианс», «Тонду» и «Селтик Уорриорз». В составе «Тонду» играл на позиции фуллбэка. Играл за сборные Уэльса до 19 и до 21 года, числился в академии «Селтик Уорриорз». Учился в Университете института Уэльса в Кардиффе, изучал спортивный и туристический менеджмент. Играл за команду университета в Первом дивизионе Уэльса в сезоне 2004/2005, сыграл несколько игр в чемпионате Уэльса и Кубке Уэльса за «Понтиприт».
В начале сезона 2005/2006 Дикомидис дебютировал за основной состав клуба «Понтиприт» и попал в молодёжную сборную Уэльса, сыгравшую на молодёжном Кубке шести наций и чемпионате мира U-21 во Франции. Болельщиками клуба был признан лучшим регбистом 2006 года. С сезона 2010/2011 был капитаном «Понтиприта», выиграл в его составе Кубок Уэльса (при этом клуб в первенстве проиграл матч плей-офф «Лланелли» и выбыл из борьбы), а также чемпионат Уэльса 2011/2012 года, добавив «золотой дубль» сезона 2012/2013 и 2013/2014. 27 ноября 2013 года им был заключён контракт с «Кардифф Блюз», в составе которых он играл в Кубке Хейнекен 2014/2015.
В 2011 году Дикомидис впервые был вызван в сборную Кипра по регби: на Кипре родился его дед по отцовской линии. Дебют Дикомидиса состоялся 8 октября 2011 в игре против Люксембурга. Также он играл за международный клуб «Барбарианс».
В настоящее время Дикомидис также является тренером валлийского клуба ККИД (валл. CCYD). Воспитывает двоих детей: сына Джейкоба и дочь Лейлу.